# أديسون تيملين
أديسون جاين تيملين (بالإنجليزية: Addison Jayne Timlin)‏ هي ممثلة أمريكية ولدت في يوم 29 يونيو 1991 في مدينة فيلادلفيا في الولايات المتحدة، مثلت دور ساشا بينغهام في الموسم الرابع من مسلسل كاليفورنيكيشن.

## روابط خارجية
- أديسون تيملين على موقع IMDb (الإنجليزية)
- أديسون تيملين على موقع ميتاكريتيك (الإنجليزية)
- أديسون تيملين على موقع روتن توميتوز (الإنجليزية)
- أديسون تيملين على موقع قاعدة بيانات الأفلام العربية
- أديسون تيملين على موقع ألو سيني (الفرنسية)
- أديسون تيملين على موقع تيرنر كلاسيك موفيز (الإنجليزية)
- أديسون تيملين على موقع أول موفي (الإنجليزية)
- أديسون تيملين على موقع قاعدة بيانات برودواي على الإنترنت (الإنجليزية)
- أديسون تيملين على موقع قاعدة بيانات الأفلام السويدية (السويدية)
- أديسون تيملين على موقع قاعدة بيانات الفيلم (الإنجليزية)